# Ацтекське суспільство
Ацтекське суспільство — структура в державі ацтеків Потрійний союз з визначеною соціальною диференціацією. Вона мало суто класовий характер на чолі із уей тлатоані (імператором). Виникла внаслідок політичного і культурного розвитку.

## Знать
Імперська знать поділялася на світську та військову. Їх формування пов'язано з процесом переходу від міста-держави Теночтітлана до імперії. Одночасно відбулося послаблення традиційних родоплемінних общинних зв'язків, відповідно зменшилася роль родової аристократії, відбулася поступова заміна інститутів родоплемінного ладу державними. На початку існування імперії частка знаті становила 10 %, на момент появи іспанців — бл. 14 %.
У зв'язку з початком ацтекських завоювань відбувається помітна мілітаризація суспільства, що сприяє створенню умов для початку формування особливо активного шару військово-землевласницької знаті. З часів Іцкоатля відбувається поступове зближення інтересів старої (племінної) і нової знаті. Консолідація знаті, у свою чергу, забезпечувала їй контроль над тлатоані, а також над адміністративним апаратом. Для закріплення панівного становища правлячої еліти при Ітцкоатлі були затверджені «титули знатності», яких було 21. Найвищі отримували члени роду тлатоані.
За наступних уей тлатоані станові переваги знаті отримали вираження в одязі, спеціальним розпорядженням в ранг знатних дозволялося зараховувати позашлюбних дітей знатних чоловіків, чим значно розширювався склад верхівки суспільства, що було необхідно в умовах безперервних військових дій, які вимагали все більшої чисельності командного складу війська.
До моменту Конкісти сформувалося декілька груп знаті, які займали неоднакове положення в суспільстві. Першу, найвищу категорію становили тетеуктин (tecuhtli — «сеньйор», «пан»). За певні пільги та винагороду вони несли протягом всього життя військову та цивільну службу. У цю ж категорію входив тлатоані, хоча і був за правовим статусом вище всіх, а також деякі місцеві правителі й вожді. Відповідно шар тетеуктин поділявся на численні «різні ранги».
Другу категорію становили піпілтин (від pilli — «син»). Це були люди, «знатні за походженням», «знатні за народженням». До неї входили представники знаті, які з тих чи інших причин не мали або поки ще не отримали посаду. Проте вони внаслідок безумовної приналежності до знаті визначалися як «сини» знатних родів. Залежно від рангу, займаного представниками їхнього роду (батьками насамперед), піпілтин також ділилися на категорії: виділялися «сини тлатоані» (tlatocapilli або tlacopiltzin — «сини володарів») і «онуки правителів» (pipiltzintli). Решта представників цієї групи знаті визначалися офіційно як «сини знаті» (tecpilli або tecquiuac).
Тетеуктин і піпілтин були знаттю за народженням. Остання група була набагато численнішою за першу. Стати текутлі міг не всякий піллі. Реальний стан кожного з них залежало від походження, особистих якостей. З часом будь-який з них міг увійти до складу тетеуктин, якщо тлатоані за заслуги дарує йому титул текутлі, який зазвичай отримували високі чиновники, військова знати, правителі міст.
Нижчу ступінь в структурі пануючого класу займала знать за призначенням, куди у виняткових випадках (за військові заслуги) могли піднестися прості члени громади. Формувалася переважно з вояків, які отримували право збору податей з певною землі або призначалися на якусь посаду середнього рівня. Але на відміну від представників знаті за народженням, не мали права носити особливих прикрас, що було привілеєм лише родової знаті.
Залежно від рангу і статусу знатного його володіння («будинок») визначалося по-різному. «Будинок знатного» (pilcalli) було загальною назвою. Коли хотіли підкреслити давність роду, вживали поняття «старовинний будинок» (huecalli); володіння представника військової знаті і одночасно його резиденція називалися «будинок військовика» (yaotequihuacalli).

## Жрецтво
Загальною назвою жерців було тламакацке (tlamacazqu — «досконала людина»). Самих вищих ієрархів зазвичай називали топільтцін (topiltzin — «Батько», «Наш Пан»). Іноді вони отримували також і титул Кетцалькоатль («Перната змія»), ім'я бога і культувого героя, який вважався прототипом всіх жерців, їх покровителем.
У ацтеків жерці поряд з військовими відігравали провідну роль. Тому ацтекська держава була військово-теократичною. Жерці були головними ідеологами ацтекського суспільства. Соціальний склад жрецтва ні однорідним: вищі щаблі займали представники знаті, проте низові поверхи могли заповнювали простолюдини, для яких жрецьке заняття було одним із шляхів соціального просування.
Місце і роль жерця залежали від того, з яким з численних богів він був пов'язаний. Водночас суто ацтекське жрецтво мало привілеї перед жерцями підкорених народів. Останні повинні були періодично відправлятися в Теночтітлан, щоб поклонятися ацтекським божествам.
Поділялося на «чорне» і «біле» жрецтво (проте це визначення суто європейське). Представники першого зобов'язані були дотримуватися целібату (каралися жорстоко, якщо їх викривали в зв'язках з жінками). Вони ніколи не обрізали волосся і не зачісувалися, мали неохайний зовнішній вигляд. Вони вважалися якщо не свого роду святими, то у всякому разі обраними богами. Більшість же жерців на лежало до «білого жрецтва», дотримувалися правил гігієни, стежили за собою, мали родини.
Були як тимчасові служителі, так і ті, для яких перебування в храмі було основною справою життя (текіпане — tequipane, «той, хто має службу»). Тимчасові служителі на кшталт послушників навчалися в калмекак і виконували в храмі деякі обов'язки. Їхнє становище та обов'язки обумовлювалися тимчасовістю перебування в калмекак, і тому не всякий з них мав право наблизитися до вівтаря. Провідними були постійні, професійні жерці, спосіб життя і обов'язки яких визначалися рангом, місцем в жрецької ієрархії.
На чолі всіх жерців, насамперед Теночтітлана, стояв жрець богині Чіуакоатль. Наступні за ним дві вищі релігійних чину були пов'язані з найважливішими богами ацтеків — племінним Уїцилопочтлі і богом дощу Тлалоком, і носили відповідно титули Кетсалькоатль Тотек тламакацкі (Quetzalcoatl Totec tlamacazqui — «жрець-Кетцалькоатль Нашого Пана») і Кетсалькоатль Тлалок тламакацкі (Quetzalcoatl Tlaloc tlamacazqui «жрець-Кетцалькоатль Тлалока»). Ці посади були виборними. У Тескоко верховний жрець племінного бога тескоканців Кетцалькоатля також очолював жрецьку ієрархію. Призначення на цю посаду здійснював тлатоані Тескоко після ретельного відбору.
Найближчим помічником вищих жрецьких чинів у Теночтітлані був жрець Мешікатеоуатцін (Mexicateohuatzin). Фактично саме він спостерігав за станом релігійних справ в провінціях і в центрі, в Теночтітлані. У свою чергу, його помічниками були жерці, відомі як Уітцнауак Теоуатцін (Huitznahuac Teohuatzin) і Текпантеоуатцін (Tecpanteohuatzin). До їхніх обов'язків входив контроль за ходом навчання молоді в калмекак і телпочкаллі.
Професійні жерці мали особливі назви у зв'язку з виконанням певної ролі в тому чи іншому ритуальному дійстві. Тлапішкатціном (Tlapixcatzin — «цензор-охоронець») називався жрець, який відповідав за вивчення і точність виконання гімнів під час церемоніалу; жерці, які інтерпретували знаки днів у книгах стосовно конкретної людини, отримали назву тональпоуке (tonalpouhque). «Головний управитель хору» мав ім'я Епкоуа тепіктотон (Epcohua tepictoton — «змія з маленького перламутру»). Особливі жерці — «співаки» (cuicanime) співали релігійні гімни.
Особливою повагою користувалися жерці чачальмека (Chachalmeca), що походили з м. Чалько (чим визначалося їх назва). Титул чачальмека, на відміну від інших жрецьких рангів, передавався від батька до сина за принципом первородства. Саме чачальмеки здійснювали найважливіші релігійні обряди — запалювання Нового вогню, яке відбувалося кожні 52 роки по завершенні календарного циклу; складний ритуал найважливішого в пантеоні бога дощу Тлалока, що супроводжувався кривавими жертвопринесеннями. Чачальмеки належали до жрецької еліті (Cuacuacuiltin або cuahuehuetque). Вони зазвичай були старими, заслуженими, шанованими людьми, тому як жерців їх зазвичай називали «образи богів» (Tecuacuiltin).
Просування по жрецькій кар'єрі було пов'язано з правом і необхідністю носити відповідні відзнаки, в тому числі і в одязі. Спочатку жрець носив чорний плащ, потім чорний з червоною облямівкою і, нарешті, червоний плащ-накидку.
Існувало також жіноче жрецтво. Жриці (cihuatlamacazqui — «досконала жінка») виконували обряди в храмах жінок-богинь. Більшість жінок і дівчат різного віку давали обітницю служіння на 1—3 роки (іноді на більший термін), сподіваючись на сприяння богів в позбавленні від хвороб, потреби, безпліддя тощо Після закінчення терміну вони могли безперешкодно повертатися додому.

## Почтека
Особливий прошарок ацтекського суспільства становили купці-почтека. Втім, стосовно їхнього статусу думки в дослідників розходяться. Одні відносять торговців до однієї групи з вояками, інші вважають їх (як і ремісників) фактично державними службовцями, чиновниками, треті — вважають, що вони представляли собою зовсім новий клас. Досить широко поширена думка, що торговці проміжним шаром між знаттю і членами громади.
Почтеки були професійні торговці, зайнятими переважно зовнішньою торгівлею. Вони перебували на службі у тлатоані (потім великого тлатаоні), фактично виконували функції імперських торговельних агентів. Водночас ці самі торговці доставляли власні товари для простих людей та місцевих ремісників.
З часом почтека об'єдналися у своєрідні групи, яких іспанці називали гільдіями. Фактично це були кастові групи в ацтекському суспільстві. Відомо про 12 міст — найбільших торгових центрів Мексиканської долини, де були асоціації («гільдії») професійних купців-почтека.

## Ремісники
Частита ремісників (tolteca — за названою давнього народу тольтеків), за своїм соціальним статусом була близька до почтека, інша — до общинників. Водночас вони мали піднятися вище по соціальній драбині. Особливе соціальне положення ремісників було пов'язано із швидким розвитком міст і металургії. Поділялися на дві основні групи: ремісники, що працювали на ринок (вони або самі торгували своїми виробами, або вдавалися до послуг торгівців); ремісники, що працювали при палаці тлатоані, при дворах місцевих володарів, при храмах.
За різними підрахунками існувало від 30 до 50 різних ремісничих професій. Це майстри з обробки дерева, каменю, ткачі, гончарі, зброярі, виробники циновок, ювеліри, майстри з виготовлення виробів з пір'я, цирульники на ринках. Більшість ремісників становили гончарі, кошикарі, ткачі та ін. До числа рідкісних і престижних відносилися золотих справ майстри, скульптори. Вони, а також квіткарі, тютюнники та деякі інші обмежували свою діяльність головним чином храмом або палацом, де їх вироби були потрібні для здійснення пишних і багатозначних ритуальних обрядів.
Починаючи з часів володарювання Монтесуми I ремісники певних видів професій проживали компактно, певними районами в містах, утворюючи громади. Першими такими були амантеки (виробники витворів з пір'я). Громади ремісників більш замкнутими (золотих справ майстри), але переважно більш відкритими.
Ремісники мали своїх богів і свої обряди. Так, покровителькою прядіння і ткацтва вважалася богиня Шочікетцаль, майстри, які працювали з металом, шанували с бога вогню Шіпе-Тотека. Знак «квітка» в ацтекської календарі вважався знаком-символом «художників» і ремісників.

## Простолюдини
Найбільший (до 90%) соціальний шар ацтекського суспільства становили члени громади-макеуальтін (mācehualtin). На них припадала виплата і самої значної частини данини, насамперед у вигляді продуктів землеробства, а також найпростіших виробів ремесла, які вироблялися в домашньому натуральному господарстві, несення трудових і військових повинностей.
Рядові громадяни-масеуали при деяких обставинах могли піднятися до рівня знаті, зокрема за військові звитяги, хоча їхня відмінність від знаті за народженням завжди зберігалося. За сприятливих обставин общинник міг як винагороду за заслуги отримати певну адміністративну посаду за межами громади. Деякі з общинників у Тескоко, не будучи знатними, мали кошти, достатні для того, щоб утримувати більше однієї дружини і передавати своє майно дітям. Це відповідали українському поняттю середняки.

## Маєки
Під маєками розуміли безземельних членів громади, або із статусом користувача-орендаря, а не власника землі. Якщо вони не потрапляли в орендарі, могли поповнити ряди ремісників, найнятися в торгові каравани як носильники (tameme).
Поява маєків як соціальної категорії було результатом складних процесів майнової диференціації громади, появи приватного володіння, завойовницької політики ацтеків. Найінтенсивніше і наймасштабніше перетворилася на маєків частина общинників у районах, підкорених ацтеками, оскільки тлатоані дуже часто нагороджували своїх вояків землями разом з хліборобами, що їх обробляли.
Численні військові дії, придушення нескінченних анти ацтекських виступів у підкорених районах приводили до насильницького руйнування традиційних общинних структур. Усі виплати вони робили не верховному правителю і державі, як масеуали, але тільки своєму господареві. Рента-дань, яку вони сплачували, складала частину врожаю, коливалася залежно від числа маєків і їх угоди з господарем. Маєки виконували різні повинності, господарські роботи, зокрема брали участь у заготівлі і доставці господареві палива, води, ремісничих роботах та ін. Втім були вільні від громадських робіт на користь держави і тлатоані, проте військова повинність на них поширювалася. Маєки не могли свавільно залишати свої наділи, проте зберігали особисту свободу.
Маєки становили більшість на землях знаті.

## Раби
Раби (tlacohtin) або невільники (тлакотлі) займали найнижчий рівень у структурі ацтекського суспільства. Рабство було достатньо звичайним і буденним явищем, про нього навіть є згадки гадательною календарі. Була широко розповсюдження торгівля рабами, а почтека, що цим займалися, мали доволі високий соціальний статус. В межах імперії склалися й розвинулися спеціалізовані невільничі ринки (в Тлалтелолько, Ісокані й Аскапоцалько), де представники різних кальпуллі купували для своїх родів колективних рабів. У середньому, раб коштував 20—4 0 бавовняних накидок (або 1300—4000 какао-бобів). 
У ацтеків не було прийнято таврування рабів, проте роль клейма виконував особливий дерев'яний нашийник-ярмо (cuauhcozcatl) з невеликими бубонцями, крізь який проходив прут близько 1 м довжини, — атрибут досить незручний, але зате помітний. Рабів зазвичай розрізняли за ярмом, саме носіння якого було покаранням.
Джерелом рабства було: захоплені під час війни бранці (маллі), боргова кабала, неповернення взятих у борг накидок (куачтлі), самопродаж в рабство, а також продаж членів родини. До рабів долучали «сиріт», «бідних людей» (icnotlacatl або nenqui), «тих, хто живе завдяки йому», тобто господареві (iypal nemi).
Особливість ацтекської рабовласницької системи виявляється в поєднанні власне рабства та її прихованих форм. В рабство в залежності від ситуації потрапляли іноді не всі члени сім'ї, і в такому випадку вона могла складатися як з вільних, так і рабів. Це давало можливість при необхідності вільному члену родини замінити невільного (наприклад, якщо останній одружився), тобто помінятися з ним соціальним становищем.
Перехід в рабство в такому випадку припускав публічну церемонію у присутності 4 свідків — дуже шанованих людей. Фактичне здійснення цього закону призводило до виникнення особливого типу рабства, яке називалося «старовинна повинність», «старовинне рабство» (huehutlatlacolli). Сутність його полягала в тому, що сім'я боржника зобов'язана була постійно надавати раба в розпорядження господаря, і в тому випадку, якщо працівник помирав, його повинен замінити інший.
Ще одним шляхом звернення в рабство було судове рішення. У рабство за рішенням суду віддавали за невиплату данини, внесення якої було обов'язком ацтекських общинників і підкорених народів. Якщо в належний час данину не виплачувалася, то боржника запроторювали у в'язницю, призначивши певний строк. Коли і після цього вона не вносилася, боржника судили, і він ставав рабом.
Правовий статус рабів не був повністю безправним. Раби не розглядалися як худоба або річ, могли мати житло, дружин, дітей. Господар не мав права на майно, що належить рабу і його родині. Діти рабів народжувалися вільними. Данини раби не сплачували. Раба не можна було продати або вбити просто за бажанням господаря. Дозволялися шлюби між рабами (рабинями) і господарем (господинею). Іноді рабині могли піднятися високо. Наприклад, уей тлатоані Іцкоатль був позашлюбним сином тлатоані Акамапічтлі і рабині (полоненої).
В ацтеків був особливий день у році («1. смерть»), коли господарі боялися погано поводитися зі своїми рабами. Усі, хто мав рабів, за день перед цим знімали з них ярмо, випускали з карцеру. У день «1. смерть» рабів не карали, не сварили, їм навіть підносили подарунки. Вважалося, що на господаря, який порушить цей звичай, обрушиться гнів бога Тецкатліпоки, який, як думали, був покровителем рабів і карав за жорстоке поводження з ними.